# 董育君
董育君（1977年2月23日—），台灣高雄市岡山區人，為八大第一台所製作的《亞洲新人歌唱大賽》第一屆季冠軍。聲音清亮甜美，國台語皆擅長，在第一屆年度大賽獲得最上鏡頭獎及觀眾電話票選的最佳人緣獎，之後因為口條清晰、反應機靈，和侯昌明搭檔主持第三屆亞洲新人歌唱大賽。
2019年正式簽約豪記唱片，並帶著新作品回歸歌壇。

## 台語專輯
唱片經歷：(個人)
- 2011年《一張批》
- 2011年《飛》
- 2012年《寄袂出去的批》
- 2014年《新歌》
- 2015年《情批》
- 2019年《風中女人花》
- 2020年《因為愛你》
- 2021年《雨夜相思淚》
- 2022年《愛老虎油》

�唱片經歷：(合唱)
- 2001 施文彬-好聽專輯-(跳舞蘭)
- 2004 「八大亞洲新人賞」
- 2006 「孫建平&音樂廣場」
- 2006 鄭進一有你置身邊專輯-(夫妻之歌)
- 2010 蕭玉芬-毒藥專輯-(姐妹)(愛情騙子)
- 2010 鄭君威-江湖專輯-(一言難盡)
- 2011 鄭君威-思念的歌專輯-(心痛第一名)
- 2011 阿錡-無情安平港專輯-(無你的日子)
- 2012 陳中-等專輯-(等)
- 2013 鄔兆邦-靠岸專輯-(幸福千萬年)
- 2013 鄭君威-望春天專輯-(望春天)(最後的結局)
- 2014 陳中-思念是一種痛專輯-(願望)(緣薄情深)
- 2014 林國慶-心孤單專輯-(請你相信我的愛)
- 2015 鄭君威-望月話相思專輯-(無停的雨)
- 2015 蔡小虎-愛情弱者專輯-(唯一的愛)
- 2020 翁立友-眼中淚專輯-(同款的月娘) 2020 莊振凱-用性命作伴專輯-(用性命作伴)

## 電視作品
- 2008-11-23 八大第一台 《第一劇場－火燒新娘》飾 陳美枝

## 外部連結
- 董育君的Facebook專頁
- 董育君的Instagram帳戶
- 董育君的新浪微博